# Cannes
Cannes [kan] (okcitansko/provansalsko Canas) je letoviško mesto in občina v jugovzhodnem francoskem departmaju Alpes-Maritimes regije Provansa-Alpe-Azurna obala. Mesto ima okoli 75.000 prebivalcev. V Cannesu vsako leto poteka eden izmed najprestižnejših filmskih festivalov.

## Geografija
Kraj se nahaja v pokrajini Provansi na Azurni obali 36 km zahodno od Nice.

## Administracija
Cannes je sedež dveh kantonov:
- Kanton Cannes-Center (del občine Cannes: 29.467 prebivalcev)
- Kanton Cannes-Vzhod (del občine Cagnes-sur-Mer: 25. 893 prebivalcev)

Del ozemlja občine se nahaja v kantonu Mandelieu-Cannes-Zahod s sedežem v Mandelieu-la-Napoule. Vsi trije kantoni so sestavni deli okrožja Grasse.

## Zgodovina
V srednjem veku je bilo ozemlje Cannesa pod upraviteljstvom samostana Lérins. Vse do zgodnjega 19. stoletja je ostal manjša poljedelska in ribiška vas, osredotočena na hribu Le Suquet. V 30. letih 19. stoletja se je kraj z gradnjo počitniških hiš za domačo in tujo aristokracijo postopoma preobrazil v letoviško mesto. Zasluge za to ima angleški politik lord Henry Peter Brougham, ki je kupil zemljo zahodno od Le Suqueta ter s pomočjo francoskih politikov pomagal k razvoju kraja. 
Danes je Cannes zimsko zdravilišče in morsko letovišče. Pomemben je ribolov, pristanišče za jadrnice. Ukvarjajo se z letalsko, svilarsko industrijo in izdelavo parfumov. Mesto je najbolj znano po vsakoletnem mednarodnem filmskem festivalu.

## Pobratena mesta
- Acapulco (Guerrero, Mehika)
- Beverly Hills (Los Angeles, ZDA)
- Kensington in Chelsea, London (London, Združeno kraljestvo)
- Khemisset (Maroko)
- Madrid (Španija)
- Sanja (Hainan, Ljudska republika Kitajska)
- Šizuoka (Honšu, Japonska)
- Tel Aviv (Izrael)